# Nastja Davidova
Anastasija Davidova - Nastja , slovenska alpinistka, * 24. julij 1979, Kijev.

## Življenjepis
Davidova je v svoji alpinistični karieri opravila več kot 500 alpinističnih plezalnih vzponov v slovenskih in tujih gorah, med drugim je sodelovala tudi na desetih uspešnih odpravah in bila s strani Planinske zveze Slovenije štirikrat izbrana za slovensko alpinistko leta. Zaposlena je v športni enoti Slovenske vojske.